# Arthur Meiner

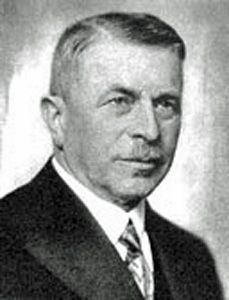
Arthur Meiner

Arthur Meiner (* 26. Juni 1865 in Gohlis bei Leipzig; † 23. Dezember 1952 in Leipzig) war ein deutscher Buchhändler und Verleger. Ab 1890 war er Inhaber des Johann Ambrosius Barth Verlags.

## Leben und Wirken
Arthur Meiner war der Sohn des Kaufmanns Emil Meiner (1837–1911) und seiner Ehefrau Clara, geborene Kretschmann (1837–1877). Nach dem Abitur begann er 1885 eine Lehre als Verlagsbuchhändler bei der Firma Friedrich Volckmar in Leipzig. Nach einem Semester an der Universität Leipzig und einem Jahr Militärzeit in Berlin setzte er ab 1887 seine Ausbildung in den Firmen Groos in Koblenz, Klincksieck in Paris und C. F. Amelang in Leipzig fort.

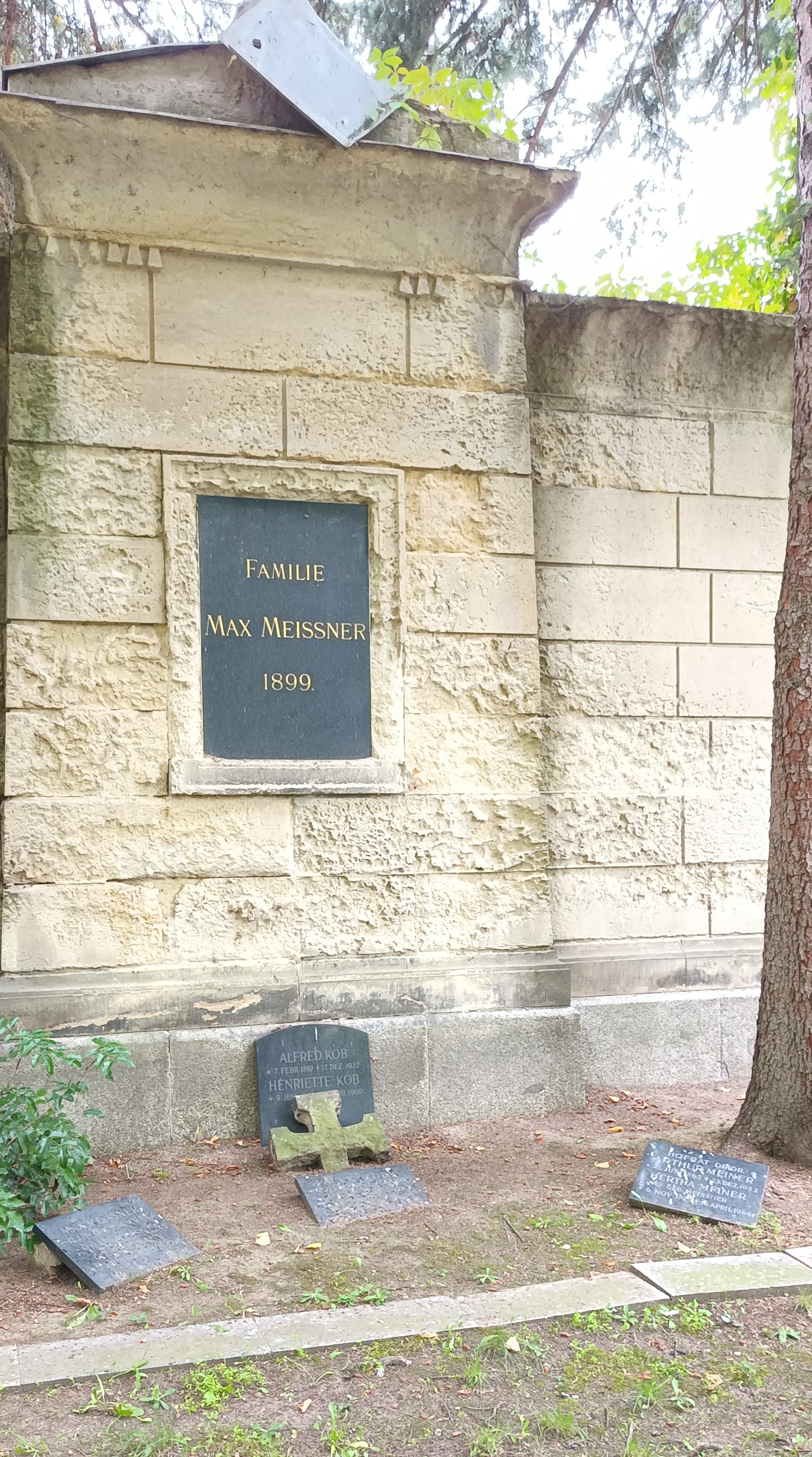
Grabstätte Arthur Meiner (Liegestein rechts)

Im Alter von 25 Jahren kaufte er 1890 mit dem Erbe seiner Mutter den einst in den Naturwissenschaften führenden aber nun angeschlagenen Johann Ambrosius Barth Verlag. Mit großem kaufmännischem Geschick konsolidierte er den Verlag, indem er abseits liegende Verlagsgebiete abstieß und neue zukunftsträchtige Wissenschaftsgebiete erschloss. Neben Rechten an Einzeltiteln erwarb er nach und nach sieben Verlage: 1892 Ambrosius Abel, 1905 Ernst Günther, 1908 Quandt & Händel, 1911 Leopold Voss (alle Leipzig), 1917 Curt Kabitzsch (Würzburg), 1928 die Sortimentsbuchhandlung Robert Müller und 1934 Hermann Meusser (beide Berlin). Die Mitarbeiterzahl des Verlags stieg von drei auf etwa achtzig.
Aus anfänglich zwei Fachzeitschriften des Verlages (Annalen der Physik und Journal für praktische Chemie) wurden schließlich vierzig, die meist die führenden in ihren Fachgebieten waren, darunter die Zentralblätter für Gynäkologie, Chirurgie, Neurochirurgie und Innere Medizin, die Zeitschriften für Tuberkulose und für Anorganische Chemie sowie die Dermatologische Wochenschrift. In der Blütezeit des Verlages erschienen jährlich bis zu 100 Buchtitel. Zu den Verlagsautoren zählten über 30 Nobelpreisträger, darunter Robert Koch, Max Planck, Otto Hahn, Albert Einstein und Werner Heisenberg.
Arthur Meiner leistete aber auch wichtige organisatorische Beiträge für den deutschen Buchhandel. Er hatte entscheidenden Anteil an der Gründung der Deutschen Bücherei in Leipzig, deren Standort er aussuchte und deren Geschäftsführendem Ausschuss und Verwaltungsrat er angehörte. Er war Erster Vorsteher des Börsenvereins der Deutschen Buchhändler und Erster Vorsitzender des Deutschen Verlegervereins.
Er war langjähriger Stadtverordneter, gehörte zum Vorstand des Leipziger Kunstvereins und war Mitglied im Gewandhausdirektorium sowie im Konsistorium der Reformierten Kirche.
1894 hatte Meiner seine Frau Hertha, geborene Meißner (1878–1964), geheiratet. Das Ehepaar hatte zwei Söhne und eine Tochter. 1923 nahm er den ältesten Sohn Wolfgang (1897–1977) als Mitinhaber in den Verlag auf und zog sich selbst 1930 aus dem Verlagsgeschäft zurück.
Buchhandelsgeschichtliche Unterlagen zum Wirken Meiners sind über den Nachlass seiner Tochter Annemarie im Deutschen Buch- und Schriftmuseum in Leipzig zugänglich.
Seine letzte Ruhestätte fand Arthur Meiner auf dem Leipziger Südfriedhof in der Grabstelle seines Schwiegervaters Max Meißner.

## Ehrungen
- 1913: Königlich sächsischer Hofrat
- 1918: Dr. phil. h.c. (Justus-Liebig-Universität Gießen)
- 1929: Ehrensenator der Universität Leipzig
- 1935: Dr. med. h.c. (Universität Leipzig)
- 1935: Goethe-Medaille für Kunst und Wissenschaft